# UwU

Een getekende versie van de emoticon.

UwU is een emoticon dat een gezicht moet voorstellen met twee ogen gesloten en een zigzagmondje. UwU wordt gebruikt om blijheid, lieflijkheid of iets schattigs aan te duiden.
Het UwU-gezicht wordt gebruikt in animeseries en dateert van 2005. Rond 2014 had het emoticon zich verspreid over het internet en werd onderdeel van een internetsubcultuur.